# Fabian Kienbaum
Fabian Kienbaum (* 8. April 1984 in Gummersbach) ist ein deutscher Unternehmensberater und ehemaliger Handballspieler. Seit 2018 leitet er die Kienbaum Consultants International.

## Leben
Fabian Kienbaum ist der Sohn von Jochen Kienbaum und Enkel von Gerhard Kienbaum, dem Gründer der Kienbaum-Unternehmensberatung. Fabian Kienbaum wuchs in Gummersbach auf und machte dort sein Abitur. Anschließend studierte er Betriebswirtschaftslehre in Köln und danach Internationales Management an der ESCP Europe in Paris, London und Berlin.
Nach seinem Studium war Kienbaum einige Jahre in London bei Hackett Consulting beschäftigt. 2014 wechselte er ins Familienunternehmen und übernahm 2018 die Geschäftsführung. Er ist zudem Geschäftsführer der Kienbaum und Partner GmbH.
Kienbaum ist Mitglied der FDP und in den Lobbyorganisationen Wirtschaftsforum der FDP und Die Familienunternehmer aktiv.

## Handball
Kienbaum spielte in den Jugendmannschaften des VfL Gummersbach Handball. Von 2003 bis 2006 gehörte er zum Bundesligakader des VfL, wurde dort aber nur selten eingesetzt. Dank Doppelspielrecht lief er jedoch wiederholt für Mannschaften niedrigerer Ligen auf, beispielsweise für den Wermelskirchener TV, die HSG Bergneustadt-Gummersbach und den TuS Niederpleis.